# Citroën C3
Citroën C3 är en femdörrars småbil som introducerades 2002. Den ersatte då Citroën Saxo. Designen, som Donato Coco stod för, var uppseendeväckande och anknöt både till Citroëns konceptbilar från slutet av 1990-talet och klassikern 2CV. Senare kompletterades femdörrarsversionen med en tredörrarsversion, kallad C2, samt med cabrioletversionen Pluriel. År 2005 genomgick C3 en mildare ansiktslyftning, med nya baklyktor, inredning, grill och frontspoiler.
En ny generation av Citroën C3 kommer att presenteras under 2010. Den första modellen, C3 Picasso, är redan ute på marknaden. En vanlig femdörrarsmodell och en sportkupé som ska heta DS3 förväntas också.

## Motorer

### Citroën C3 (Phase I) 2002-2010
- 1,1 bensin (60 hk)Citroën C3
- 1,4 bensin (75 hk)
- 1,4 diesel (70 hk)
- 1,4 bensin (90 hk)
- 1,6 diesel (92 hk)
- 1,6 bensin (110 hk)
- 1,6 diesel (110 hk)

### Citroën C3 (Phase II) 2010-
- 1,1 bensin (44 kw/60 hk)Citroën C3
- 1,4 bensin (54 kw/73 hk)
- 1,4 VTI bensin(70 kw/95 hk)
- 1,6 bensin (88 kw/120 hk)
- 1,4 HDI diesel (50 kw/68 hk)
- 1,6 HDI diesel (68 kw/92 hk)
- 1,6 HDI diesel (82 kw/112 hk)